# Gudslån
Gudslån är något som Gud ger som lån, särskilt om mat och dryck.